# Omfartsvejen (Vester Hassing)
 For alternative betydninger, se Omfartsvejen. (Se også artikler, som begynder med Omfartsvejen)
 Omfartsvejen  er en to sporet omfartsvej og går vest om Vester Hassing og Gandrup. Vejen er en del af sekundærrute 583 der går imellem Vodskov og Hals.
Den er med til at lede trafikken der skal mod Aalborg og Frederikshavn uden om Vester Hassing og Gandrup, så byerne ikke bliver belastet af for meget trafik.
Vejen forbinder Halsvej i vest, med Aalborgvej i øst og har forbindelse til Halsvej, Skovhusvej, Aslundvej, Teglværksvej og Aalborgvej.